# Arctornis singaporensis
Arctornis singaporensis är en fjärilsart som beskrevs av Embrik Strand 1914. Arctornis singaporensis ingår i släktet Arctornis och familjen tofsspinnare. Inga underarter finns listade i Catalogue of Life.